# Fagerholm, Abborrsjön en Johannesdal
Fagerholm, Abborrsjön en Johannesdal (Zweeds: Fagerholm, Abborrsjön och Johannesdal) is een småort in de gemeente Värmdö in het landschap Uppland en de provincie Stockholms län in Zweden. Het småort heeft 416 inwoners (2005) en een oppervlakte van 233 hectare. Eigenlijk bestaat het småort uit drie plaatsen: Fagerholm, Abborrsjön en Johannesdal. Dat het småort een småort is en geen tätort is waarschijnlijk te wijten aan dat meer dan de helft van de huizen in het småort vakantiehuis zijn.
Het småort ligt op het via bruggen met het vasteland verbonden eiland Ingarö en grenst direct aan de Oostzee. Voor de rest grenst het småort vooral aan bos en rotsen, ook ligt er een aantal kleine meren in de directe omgeving van het småort.